# Jutta Laroche
Jutta Laroche (* 1949) ist eine deutsche Schriftstellerin.

## Leben
Laroche, die ursprünglich Buchhändlerin gelernt hatte, schrieb zusammen mit Reinhard Marheinecke Karl Mays beabsichtigtes Werk „Winnetous Testament“ in 8 Bänden, außerdem 2005 die Biografie Erinnerungen an Winnetou über Heinz Ingo Hilgers. Bereits 1993 erschien ihr belletristisches Werk Arminius: Fürst der Cherusker. Weitere Romane der Autorin spielen in der römischen Antike und in der italienischen Renaissance.

## Werke
- Jutta Laroche; Reinhard Marheinecke: Erinnerungen an Winnetou: Heinz Ingo Hilgers – ein Schauspielerleben. CBK Productions, Hamburg 2005.
- Jutta Laroche; Reinhard Marheinecke: Winnetous Testament. in 8 Bänden. CBK Productions, Hamburg 1999–2006.
- Jutta Laroche: Arminius: Fürst der Cherusker. DDV-Verlag, Hamburg 1993. Erweiterte Zweitauflage, Verlag Reinhard Marheinecke, Hamburg 2009
- Jutta Laroche: Cäsar – oder nichts. Verlag Reinhard Marheinecke, Hamburg 2013.
- Jutta Laroche: Die Tigerin: Caterina Sforza von Forli. Verlag Reinhard Marheinecke, Hamburg 2014.
- Jutta Laroche: Im Schatten der Macht. Der Diktator. Verlag Reinhard Marheinecke, Hamburg 2015.
- Jutta Laroche: Im Schatten der Macht. Der Kaiser. Verlag Reinhard Marheinecke, Hamburg 2015.

Außerdem Kurzgeschichten in den Bänden von Reinhard Marheinecke (Hrsg.) Winnetou-Anthologie, Scharlih, Effendi Spurensuche und Stern über Bethlehem.